# Toegye-dong
Toegye-dong (koreanska: 퇴계동) är en stadsdel i staden Chuncheon i provinsen Gangwon i den norra delen av Sydkorea, 75 km nordost om huvudstaden Seoul. 